# Nagyszeben−Alvinc-vasútvonal
A Nagyszeben−Alvinc-vasútvonal vasútvonal Romániában, Nagyszeben és Alvinc között.
Nagyszeben 1872-ben kapott vasúti kapcsolatot, a Nagyszeben−Kiskapus-vasútvonal révén. A Budapest felé vezető utat lerövidítő Nagyszeben−Alvinc vonalat 1897. november 25-én nyitották meg.